# نوربهار
نوربهار یا نورآباد شهری در بخش مرکزی شهرستان خدابنده استان زنجان ایران است.

## جمعیت
بر پایه سرشماری عمومی نفوس و مسکن در سال ۱۳۹۰ جمعیت این شهر ۳٬۶۶۰ نفر (در ۱٬۰۸۷ خانوار) بوده‌است.